# Better Dayz
Better Dayz је албум Тупак Шакура објављен 26. новембра 2002. и дебитовао је на 5. месту Билбордове топ 200. Садржи 23 раније необјављене песме, углавном као ремиксе, снимане током 1995 и 1996. године. Албум се, у првој седмици продао у 366.000 копија и на крају је проглашен 3 пута платинастим, без скоро икакве промоције. Сингл Thugz Mansion се појављује у две верзије: прва акустична на којој гостује Нас, и за коју је снимљен спот, и друга хип хоп верзија на којој гостује Ентони Хамилтон. Песма Ghetto Star се појавила на саундтраку за видео-игру 25 To Life.
Синглови су: Thugz Mansion, Still Ballin’ и Who Do U Believe In.

## Списак песама
Диск 1
Диск 2